# Jesús Insausti
Jesús Insausti Urquirizar  (Tolosa, Guipúzcoa, 11 de febrero de 1912 - Bilbao, 12 de julio de 1993) fue un político español de ideología nacionalista vasca, militante del PNV y presidente del mismo entre 1985 y 1987.

## Biografía
Insausti nació en Tolosa el 11 de enero de 1912, en el seno de una familia de trabajadores. Cursó estudios en el colegio de los Padres Escolapios hasta la edad de 15 años. En aquellos años hubo dos personajes que le dejaron una huella imborrable: el escolapio padre Esteban Irazoiz, quien le hizo adentrarse en el conocimiento profundo del nacionalismo, y el padre Gervasio Iruarrizaga, un corazonista de Igorre que durante largo tiempo le dio clases para alfabetizarle en el euskera. El perfil de "Uzturre" es enormemente prolijo: articulista prolífico de la prensa vasca en el exilio, sindicalista internacional, defensor a ultranza del euskera y político comprometido con la causa vasca.
El 23 de julio de 1930 publicó su primer artículo en el diario "El Día" de San Sebastián, mientras esperaba que la unión entre las facciones nacionalistas de Aberri y de Comunión se llevara a cabo para afiliarse a EAJ-PNV, hecho que se produjo a finales de 1930.
En la última fase de la dictadura de Primo de Rivera tuvo su primer encuentro con la justicia por participar activamente en una siembra de panfletos en su pueblo natal.
Posteriormente, en 1935, durante la II República, fue procesado a consecuencia de un artículo suyo en el que quedaba notablemente malparado el alcalde carlista de Tolosa, Fidel Azurza.
El estallido de la Guerra Civil Española le sorprende en Tolosa. Es requerido para que se traslade a la sede del Gobierno vasco en Bilbao, donde desempeñará funciones de traductor del boletín oficial del Gobierno con Fausto Leunda. Al estallar la guerra fue traductor del B.O. del Gobierno vasco, entregándose en Santoña en 1937. Es condenado a 12 años y un día, aunque obtiene la libertad en 1941. Entonces se traslada a Bilbao, donde contrae matrimonio con Pruden Ibarguren e inicia sus funciones en la clandestinidad.
En 1943 se traslada a Madrid, donde por iniciativa de las autoridades de EAJ-PNV pasa a formar parte de los Servicios de Información del Gobierno vasco. Allí pasa unos años sin ser descubierto, hasta que a principios de 1948 vuelve a ser detenido por participar en una red de información antifranquista, siendo juzgado en Ocaña, el 14 de abril de 1949, por un Consejo de Guerra que lo condena a muerte. Se le conmuta ésta por 30 años de cárcel.
Tras un largo peregrinar por diferentes cárceles franquistas, y en el marco de la redención de penas por el trabajo, le envían a las obras del canal de Isabel II, en Buitrago de la Sierra, pero en la madrugada del 19 de mayo de 1951 logra escapar gracias a la valiosísima ayuda de unos planos que le hizo llegar su mujer. Gracias a la ayuda del exterior, se refugia en Donostia, donde permanece escondido durante un mes. Después pasaría a Francia por Elizondo.
En junio de 1951 llega a París y colabora al lado del lehendakari José Antonio Agirre, nuevamente en los Servicios de Información del Gobierno vasco. Paralelamente, elaboraba programas que Radio París emitía para Euskadi y América Latina.
Tras el fallecimiento del lehendakari Agirre, y de la mano del sindicato nacionalista ELA-STV, en 1962 se traslada a Bruselas para trabajar en la Confederación Internacional de Sindicatos Cristianos (CISC), a las órdenes de su secretario general, Auguste Vanistendael. En 1968 esta Confederación se transformaría en la Confederación Mundial del Trabajo (CMT).
Entre 1962 y 1980 permanece en Bruselas dedicándose casi por entero a la acción sindical internacional como jefe de prensa de la CMT. Adquiere un amplio conocimiento de la situación que viven los trabajadores en América Latina, Asia y África, y, de forma incansable, plantea gran número de denuncias ante la ONU y la OIT sobre la violación de los derechos humanos y la libertad sindical en todos los continentes. Asimismo, combate denodadamente el crimen político del "apartheid" en Sudáfrica.
En marzo de 1980 interviene por última vez como miembro de la CMT en Quebec (Canadá) con un informe sobre "La acción sindical y los derechos humanos".
En julio de 1980 se traslada a Euskadi y se instala en Deusto. Un año después, el 19 de diciembre de 1981, resulta elegido burukide del Bizkai Buru Batzar (BBB) de EAJ-PNV, cargo que repite en diciembre de 1983 y que mantiene hasta el 14 de mayo de 1984, fecha en la que resulta elegido presidente de la ejecutiva vizcaína del partido.
En 1985 es elegido presidente del Euzkadi Buru Batzar (EBB), cargo que ocupa hasta 1988.
Desde 1989 hasta su fallecimiento, el 12 de julio de 1993, fue presidente de la Fundación Sabino Arana. Entre sus logros al frente de esta institución se encuentra la creación del Archivo Histórico del Nacionalismo, centro de referencia para historiadores e investigadores del que fue el verdadero propulsor y que inauguró el 26 de enero de 1993, unos meses antes de su muerte.
Posteriormente, el 12 de julio de 2004 se realizó la presentación del Catálogo de Publicaciones Periódicas de la Hemeroteca "Uzturre", una de las más importantes del país, con más de 4500 títulos de publicaciones periódicas de todo el mundo, de las que se conservan más de 120.000 ejemplares.
| Predecesor: Román Sudupe | Presidente del PNV 1985-1987 | Sucesor: Xabier Arzalluz |